# Cộng hòa Dân chủ Nhân dân Triều Tiên và vũ khí hủy diệt hàng loạt
Cộng hòa Dân chủ Nhân dân Triều Tiên tuyên bố rằng mình sở hữu vũ khí hạt nhân và nhiều người tin rằng quốc gia này có vũ khí hạt nhân. CIA đánh giá rằng CHDCND Triều Tiên cũng có một kho vũ khí hóa học đáng kể. Triều Tiên là một bên của Hiệp ước không phổ biến vũ khí hạt nhân nhưng rút lui vào năm 2003 với lý do "tình thế nghiêm trọng mà chủ quyền của dân tộc Triều Tiên và an ninh của CHDCND Triều Tiên bị đe dọa do chính sách thù địch của Mỹ".

## Lịch sử phát triển
Nhận thức được sức mạnh của vũ khí hạt nhân trong việc bảo vệ lãnh thổ và răn đe kẻ thù, năm 1956 - dưới sự chỉ đạo của Chủ tịch Kim Nhật Thành, các nhà khoa học Triều Tiên bắt đầu tiến hành việc nghiên cứu với sự giúp đỡ của Liên Xô, một số cán bộ kỹ thuật Triều Tiên sang Moskva để học hỏi những kiến thức cơ bản.
Năm 1958, trước việc Mỹ triển khai tên lửa Honest mang đầu đạn hạt nhân và lực lượng pháo hạt nhân 280mm đến Hàn Quốc, Triều Tiên và Liên Xô lập tức ký một thỏa thuận hợp tác, theo đó phía Liên Xô sẽ giúp Triều Tiên xây dựng Trung tâm hạt nhân Yongbyon. Năm 1962, các lò phản ứng đạt được công suất 2MW rồi đến năm 1974, được nâng lên thành 4MW.
Từ năm 1970, Triều Tiên bắt đầu khai thác quặng Urani ở một số mỏ nằm gần tỉnh Sunchon và Pyongsan.
Sau khi nắm được những công nghệ cơ bản về chế tạo vũ khí hạt nhân, song song với việc triển khai các lò phản ứng, từ năm 1980 đến 1985, Triều Tiên tiến hành xây dựng thêm một nhà máy ở Trung tâm hạt nhân Yongbyon để tích lũy Urani.
Năm 1985, tuy Triều Tiên ký "Hiệp ước không phổ biến vũ khí hạt nhân" (NPT) nhưng vẫn lặng lẽ nghiên cứu và hoàn thiện cách chế tạo loại công cụ hủy diệt hàng loạt này, mặc cho nhiều biện pháp ngăn cản, trừng phạt, bao vây cấm vận của Liên Hợp Quốc cùng một số quốc gia như Mỹ, Anh, Pháp ... Bên cạnh đó, Bình Nhưỡng cũng không đồng ý để các thanh sát viên IAEA đến kiểm tra các cơ sở hạt nhân của mình.
Năm 1992, lần đầu tiên Triều Tiên mới cho phép một nhóm chuyên gia IAEA đến Trung tâm hạt nhân Yongbyon. Kết quả kiểm tra đã phát hiện nhiều mâu thuẫn, trái ngược với những tuyên bố của Bình Nhưỡng rằng họ phát triển công nghiệp hạt nhân chỉ nhằm mục đích phục vụ cho nhu cầu dân sự mà đang bí mật sử dụng lò phản ứng và cơ sở tái chế ở Yongbyon để biến nhiên liệu đã qua sử dụng thành Plutonium.
Trước những cáo buộc ấy, tháng 3 năm 1993, Bình Nhưỡng đe dọa sẽ rút khỏi Hiệp ước không phổ biến vũ khí hạt nhân (NPT).
Sau nhiều vòng đàm phán, ngày 12 tháng 10 năm 1994, Mỹ và Triều Tiên đã ký một thỏa thuận khung, trong đó Bình Nhưỡng đồng ý đóng băng chương trình sản xuất Plutonium để đổi lấy xăng, dầu, lương thực cùng 2 nhà máy điện hạt nhân nước nhẹ, phục vụ cho sinh hoạt dân sự. Đổi lại, Triều Tiên sẽ tháo dỡ các cơ sở hạt nhân hiện có, và các thanh nhiên liệu Urani trong các lò phản ứng sẽ được đưa ra khỏi Triều Tiên dưới sự giám sát của IAEA.
Ngày 31 tháng 8 năm 1998, Triều Tiên bất ngờ phóng tên lửa Paektusan-1, mang theo vệ tinh thăm dò thời tiết Kwangmyongsong. Các nhà phân tích quân sự Mỹ cho rằng vụ phóng vệ tinh chỉ là nhằm che giấu việc thử nghiệm loại tên lửa liên lục địa. Tên lửa này đã bay qua vùng lãnh hải Nhật Bản, khiến Chính phủ Nhật rút lại 1 tỷ USD - là tiền viện trợ xây dựng 2 lò phản ứng nước nhẹ dân sự cho Bình Nhưỡng.
Từ đó đến năm 2002, Triều Tiên vẫn tiếp tục nghiên cứu, chế tạo vũ khí nguyên tử cho dù 2 nhà máy điện hạt nhân nước nhẹ phục vụ dân sinh đã bắt đầu được xây dựng bởi Tổ chức phát triển năng lượng Hàn Quốc, cũng như phớt lờ những cảnh báo của Tổng thống Mỹ George W. Bush. Ngày 13 tháng 12, Bình Nhưỡng yêu cầu IAEA loại bỏ con dấu niêm phong và tháo gỡ thiết bị giám sát tại cơ sở hạt nhân Yongbyon. Khi IAEA từ chối, Triều Tiên tự loại bỏ một mình đồng thời tiến hành đưa các thanh nhiên liệu đến nhà máy Yongbyon để phục vụ cho việc sản xuất Plutonium. Ngày 27 tháng 12, Bình Nhưỡng ra lệnh trục xuất các thanh sát viên IAEA đồng thời chính thức công bố kế hoạch mở lại một nhà máy tái chế để có thể bắt đầu sản xuất bom Plutonium.
Ngày 10 tháng 1 năm 2003, một lần nữa Bình Nhưỡng lại tuyên bố sẽ rút khỏi Hiệp ước không phổ biến vũ khí hạt nhân (NPT). Nhiều cuộc đàm phán giữa Hàn Quốc, Mỹ, IAEA với Triều Tiên đã diễn ra nhưng hầu như không đạt được kết quả đáng kể.
Ngày 5 tháng 2 năm 2003, Triều Tiên cho biết họ đã kích hoạt lại các cơ sở hạt nhân và mọi hoạt động bắt đầu diễn ra bình thường.  Đến tháng 6 Bình Nhưỡng công khai tuyên bố họ sẽ xây dựng một "lực lượng răn đe hạt nhân" trừ khi Chính phủ Mỹ từ bỏ chính sách thù địch với họ.
Năm 2004, Triều Tiên đồng ý cho phép một nhóm các chuyên gia Mỹ - trong đó có nhà khoa học hạt nhân là Tiến sĩ Siegfried Hecker - thăm cơ sở hạt nhân Yongbyon và ông xác nhận việc Triều Tiên làm giàu Plutonium là có nhưng ông không nhìn thấy bất kỳ bằng chứng nào về sự chế tạo Vũ khí hạt nhân.
Ngày 19 tháng 9 năm 2005, trải qua nhiều cuộc đàm phán tổ chức ở Bắc Kinh, Trung Quốc, một tuyên bố chung giữa Mỹ và Triều Tiên được công bố trong đó Triều Tiên đồng ý từ bỏ tất cả các hoạt động hạt nhân của mình, đồng thời tái gia nhập Hiệp ước không phổ biến vũ khí hạt nhân (NPT). Thế nhưng, ngay hôm sau, Bình Nhưỡng lại cho biết sẽ không bỏ chương trình hạt nhân cho đến khi có được một lò phản ứng hạt nhân dân sự.
Ngày 26 tháng 6 năm 2006, một báo cáo của Viện Khoa học và An ninh quốc tế ước tính rằng thời điểm ấy, lượng Plutonium dự trữ của Triều Tiên đủ để chế tạo từ 4 đến 13 quả bom hoặc đầu đạn hạt nhân.
Ngày 4 tháng 7 năm 2006, Triều Tiên phóng thử nghiệm 6 tên lửa, trong đó có một tên lửa tầm xa Taepo Dong-2. Hôm sau, họ phóng tiếp một tên lửa nữa với lời tuyên bố "sẽ tiếp tục phóng", bất chấp những cảnh báo lặp đi lặp lại từ cộng đồng quốc tế.
Ngày 6 tháng 10 năm 2006, vệ tinh tình báo Mỹ ghi nhận có một vụ nổ xảy ra tại khu vực thử nghiệm Hwaderi, gần thành phố Kilju. Ngay lập tức, Hội đồng Bảo an Liên Hợp Quốc ra tuyên bố: "Hội đồng Bảo an kêu gọi Cộng hòa Dân chủ Nhân dân Triều Tiên không tiến hành thử nghiệm vũ khí hạt nhân để tránh gây thêm căng thẳng trong việc giải quyết các mối quan tâm của cộng đồng quốc tế, nhằm tạo điều kiện cho một giải pháp hòa bình, thông qua các nỗ lực ngoại giao...".
Triều Tiên tuyên bố thực hiện vụ thử hạt nhân đầu tiên vào ngày 9 tháng 10 năm 2006, một hành động bị ngay cả những quốc gia đồng minh lên án. Với độ mạnh chưa đầy 1 kiloton,  quả bom chưa bằng 1/10 quả bom được thả xuống Hiroshima năm 1945.
Trong tháng 4 năm 2009, báo cáo cho rằng Triều Tiên đã trở thành một "cường quốc gia hạt nhân đầy đủ", một ý kiến được chia sẻ bởi Tổng Giám đốc IAEA Mohamed ElBaradei.
Ngày 25 tháng 5 năm 2009, Triều Tiên tiến hành Vụ thử hạt nhân lần thứ hai, một động thái khiến cả thế giới lo ngại. Đáp lại hành động này, vào ngày 12 tháng 6 năm 2009, Liên Hợp Quốc đã thảo ra những lệnh trừng phạt mới đối với "Bình Nhưỡng". Vụ thử này được tin cho là nguyên nhân gây ra một trận địa chấn 4,7 độ. Mặc dù không có thông tin chính thức về vị trí các của thử nghiệm, nó được tin rằng nó đã xảy ra trong các khu vực đông bắc gần Kilju, địa điểm thử nghiệm hạt nhân của Triều Tiên.
Ngày 12 tháng 2 năm 2013, Triều Tiên tiến hành vụ thử hạt nhân lần 3 có sức công phá lớn hơn 2 lần trước nhưng vẫn nhỏ hơn vụ Hiroshima. Theo các chuyên gia đánh giá, Triều Tiên đã có thể sản xuất được đầu đạn hạt nhân, nhưng chưa thể làm chủ công nghệ tên lửa đẩy và cách thu nhỏ kích thước đầu đạn để gắn lên nó.
Ngày 06 tháng 1 năm 2016, Triều Tiên tuyên bố thử thành công Vũ khí nhiệt hạch trong vụ thử hạt nhân lần 4. Tuy nhiên, các chuyên gia quốc tế vẫn tin rằng Triều Tiên chưa đủ khả năng để chế tạo Vũ khí nhiệt hạch.
Ngày 9 tháng 9 năm 2016, nhân dịp ngày kỷ niệm 68 năm quốc khánh, Triều Tiên tiến hành vụ thử hạt nhân lần 5. Cơ quan Khảo sát Địa chất Mỹ cho biết có rung chấn mạnh 5,3 độ Richter xảy ra tại bãi thử hạt nhân Punggye-ri. Đây là vụ thử lớn nhất của Triều Tiên tính tới nay, ít nhất là từ 20 đến 30 kiloton" và rung chấn chỉ ra rằng vụ nổ có sức công phá lớn hơn quả bom nguyên tử Mỹ từng thả xuống trong Vụ ném bom nguyên tử xuống Hiroshima và Nagasaki
Ngày 3 tháng 9 năm 2017, Triều Tiên tuyên bố thử thành công Vũ khí nhiệt hạch trong Vụ thử hạt nhân lần 6 gây chấn động lên đến 6,3 độ Richter. Truyền thông nhà nước Cộng hòa Dân chủ Nhân dân Triều Tiên đưa tin nước này đã sản xuất được một loại bom H có thể gắn vào tên lửa đạn đạo xuyên lục địa. Nhà lãnh đạo Kim Jong-un khẳng định tất cả các bộ phận cấu thành nên vũ khí hạt nhân của Triều Tiên đều do nước này tự sản xuất, đồng thời tuyên bố Bình Nhưỡng có thể chế tạo đủ số lượng vũ khí hạt nhân "tùy theo ý muốn".
Năm 2021, Hãng thông tấn trung ương Triều Tiên (KCNA) dẫn phát biểu của Chủ tịch Triều Tiên Kim Jong-un tại Đại hội lần thứ VIII đảng Lao động Triều Tiên cho biết nước này đã hoàn thiện các kế hoạch chế tạo tàu ngầm hạt nhân. Ông Kim Jong-un tuyên bố: "Công tác nghiên cứu lập hoạch mới để chế tạo một chiếc tàu ngầm hạt nhận đã được hoàn tất và sẽ bước vào tiến trình xem xét cuối cùng". Nhà lãnh đạo Triều Tiên đồng thời cho biết Bình Nhưỡng sẽ tiếp tục cải thiện các vũ khí hạt nhân như một lực lượng răn đe các thế lực thù địch. KCNA cho biết thêm Triều Tiên dự kiến sẽ nâng tầm bắn của vũ khí hạt nhân nước này lên khoảng 15.000 km. Chủ tịch Triều Tiên Kim Jong-un kêu gọi Mỹ nên từ bỏ các chính sách thù địch để cải thiện quan hệ song phương.

## Nhân lực thực hiện các vụ thử nghiệm
Tuy bị cấm vận nhiều mặt, nhưng Triều Tiên vẫn có một đội ngũ khoa học, trí thức đủ để thực hiện các vụ thử nghiệm nằm ở lực lượng nghiên cứu sinh mà Triều Tiên gửi ra nước ngoài. Việc gửi các nhà nghiên cứu ra nước ngoài là trọng tâm của chính sách byungjin (tiến trình song song) phát triển đồng thời vũ khí hạt nhân và kinh tế của nhà lãnh đạo Kim Jong-un.
Từ năm 2016, Liên Hợp Quốc đã siết chặt trừng phạt Cộng hòa Dân chủ Nhân dân Triều Tiên, hạn chế giảng dạy cho công dân nước này các kiến thức liên quan đến phát triển tên lửa và hạt nhân. Nhưng theo báo cáo của Liên Hợp Quốc vào tháng 1 năm 2017, phát hiện các sinh viên Triều Tiên theo học vật lý ở Ý, một số học về khoa học vật liệu, liên lạc điện tử... ở Romania. Ấn Độ đã đào tạo 32 sinh viên Triều Tiên từ năm 1996 và nhiều nhất là ở Trung Quốc, có hơn 1.000 công dân Triều Tiên theo học, tăng mạnh so với 354 người vào năm 2009. Một số nước khác cũng có dấu ấn của các nhà nghiên cứu Triều Tiên như Đức, Úc, Mỹ.
Trong số các bài viết nghiên cứu của các công dân Triều Tiên xuất bản trên các tạp chí nước ngoài, Trung Quốc cũng chiếm đến 60%, chủ yếu là trong các lĩnh vực vật lý, kỹ thuật, toán, luyện kim (theo số liệu Đại học Hallym của Hàn Quốc). 

## Kinh phí để thực hiện các vụ thử nghiệm
Theo hãng tin Bloomberg, để có tiền chi cho các chương trình phát triển vũ khí hạt nhân, Bình Nhưỡng đã tiến hành thực hiện nhiều kế sách, bao gồm từ việc mua bán vũ khí trái phép, buôn lậu ngà voi, sừng tê giác, thuốc tây, cộng với một số hoạt động kinh tế công khai như bán bản quyền đánh cá cho Trung Quốc, mở nhà hàng, quán ăn ở một số nước. Những khách hàng vũ khí thường xuyên của Triều Tiên là một số quốc gia ở Trung Đông và châu Phi. Trước đây, mặt hàng mua bán chủ yếu là tên lửa tầm ngắn và tầm trung. Nhưng những năm gần đây, bên cạnh việc mua bán bắt đầu trở nên khó khăn vì lệnh cấm vận của Liên Hợp Quốc thì một số quốc gia không còn mặn mà với những vũ khí do Triều Tiên chế tạo bởi lẽ nó được sao chép từ những công nghệ thời Liên Xô mà đến nay, đã trở nên lạc hậu.
Một nguồn thu nhập khác cho ngành công nghiệp hạt nhân Triều Tiên là tiền lương của các công nhân làm việc ở Khu công nghiệp Kaesong và xuất khẩu lao động. Theo Bộ Thống nhất Hàn Quốc, Khu công nghiệp Kaesong mang lại cho Triều Tiên 616 tỷ won (516 triệu USD) kể từ khi bắt đầu đi vào hoạt động hồi năm 2004. Với 54.000 lao động người Triều Tiên, tiền lương bình quân 120USD/tháng nhưng họ không được lĩnh trực tiếp, 120 công ty Hàn Quốc thanh toán tiền lương bằng USD nhưng Bình Nhưỡng đã quy đổi sang đồng won rồi phát lại cho công nhân. Điều đáng nói là việc quy đổi dựa trên tỉ giá do Bình Nhưỡng quy định. Từ giữa thập niên 2000, Triều Tiên tăng cường gửi công nhân ra nước ngoài làm việc nhằm thu ngoại tệ tại hơn 40 quốc gia, trong nhiều lĩnh vực khác nhau, như phục vụ nhà hàng ở Trung Quốc, Đông Nam Á, xây dựng ở Nga và Trung Đông.